# Cambridge (New York)
Cambridge è un comune degli Stati Uniti d'America, situato nello Stato di New York, nella contea di Washington.